# Wu Dajing
Wu Dajing (武大靖S, Wǔ DàjìngP, Wu3 Ta4ching4W; Jiamusi, 24 luglio 1994) è un pattinatore di short track cinese, campione olimpico nei 500 m a Pyeongchang 2018 (edizione in cui è stato portabandiera alla cerimonia di chiusura della manifestazione) e nella staffetta 2000 m mista a Pechino 2022.

## Palmarès

### Olimpiadi
- 4 medaglie:
  - 2 oro (500 m a Pyeongchang 2018; staffetta 2000 m mista a Pechino 2022);
  - 2 argenti (500 m a Soči 2014 e 5000 m staffetta a Pyeongchang 2018);
  - 1 bronzo (5000 m staffetta a Soči 2014).

### Mondiali
- 12 medaglie:
  - 4 ori (500 m a Montréal 2014; 500 m e staffetta 5000 m a Mosca 2015; staffetta 5000 m a Seul 2016);
  - 5 argenti (500 m a Seul 2016; 500 m e staffetta 5000 m a Rotterdam 2017; 500 m e staffetta 5000 m a Sofia 2019);
  - 3 bronzi (classifica generale e 3000 m a Mosca 2015; 1000 m a Seul 2016).

### Giochi asiatici
- 3 medaglie:
  - 2 ori (500 m e staffetta 5000 m a Sapporo 2017);
  - 1 argento (1500 m a Sapporo 2017).

### Mondiali juniores
- 3 medaglie:
  - 1 argento (500 m a Courmayeur 2011);
  - 2 bronzi (500 m a Taipei 2010; classifica generale a Courmayeur 2011).